# Skulderstrop
En skulderstrop er en strop, der går over skulderen. De er ofte en del af tøj til kvinder, særligt til kjoler og brystholdere, hvor de holder resten af tøjet oppe. Ordet bruges også om stropper på nogle typer tasker.
De sidder typisk i par, så der er én strop på hver skulder, og de er ofte fremstillet af det samme stof som tøjet. Nogle stropper er af mere æstetisk design og sidder løsere. Meget tynde stropper kaldes spaghettistropper og bruges særligt til aftenkjoler og cocktailkjoler.
Nogle institutioner har forbud mod kjoler med spaghettistropper eller lignende konstruktioner der giver bare skuldre.

## Skulderstropper på tøj
- Camisole
- Kvinder i kjoler med forskellige typer skulderstropper.
- Brudepige iført kjole med såkaldte spaghettistropper.
- Monica Bellucci iført en en kjole med stropper.
- Kvinde iført halterneck-trøje
- Model med en enkelt strops-kjole.